# كارلوس فيلا (لاعب كرة قدم)
كارلوس فيلا (بالإسبانية: Carlos Villa)‏ هو لاعب كرة قدم غواتيمالي في مركز الهجوم، ولد في 18 يوليو 1986 في مدينة غواتيمالا في غواتيمالا. شارك مع منتخب غواتيمالا لكرة القدم. أما مع النوادي، فقد لعب مع كونكورديا كياجنا وميونيسيبال.

## وصلات خارجية
- كارلوس فيلا (لاعب كرة قدم) على موقع الاتحاد الدولي (مؤرشف)  (الإنجليزية)
- كارلوس فيلا (لاعب كرة قدم) على موقع قاعدة بيانات كرة القدم.إي يو (الإنجليزية)
- كارلوس فيلا (لاعب كرة قدم) على موقع ناشيونال فوتبول تيمز (الإنجليزية)
- كارلوس فيلا (لاعب كرة قدم) على موقع Soccerway.com (الإنجليزية)